# 西金之助
西 金之助（にし きんのすけ、本名：西 規之、1962年〈昭和37年〉1月16日 - ）は、ラジオパーソナリティ・タレント。テレビタレントセンター→NTB所属。

## 来歴
愛知県名古屋市出身。愛知県立旭丘高等学校卒業。
小堀勝啓のわ!Wide とにかく今夜がパラダイスの「新人デスマッチ」でデビュー。

## 現在の出演番組
- ちたまるモーニング（メディアスエフエム）（木曜）

## 過去の出演番組
- ココロのオト 昼レコ！（ぎふチャンラジオ）（金曜）
- 東海ラジオニュースアナウンサー（木・金曜夜勤）
- ビビっと！モーニングステーション→ビビっと！モーニング（ぎふチャンラジオ）：2019年12月31日まで
- 柳ヶ瀬あい愛ミュージック（ぎふチャンラジオ）：2020年1月10日 -
- どんどん土曜大放送（東海ラジオ）[1]
- 小堀勝啓のわ!Wide とにかく今夜がパラダイス（CBCラジオ）[1]
- ラジオ朝市（CBCラジオ）
- 5時SATマガジン（中京テレビ）
- ナイトスクランブル（AM岐阜ラジオ）[1]
- お昼のお好み歌謡曲（AM岐阜ラジオ）
- みのひだ（岐阜テレビ）
- ビビッとワイド今小町（ぎふチャンラジオ）
- おもいっ気りサンデー（FM三重）